# 佩诺捷
佩诺捷（法語：Pennautier，法語發音：[pɛnotje]）是法国奥德省的一个市镇，位于该省中北部，省会卡尔卡松西北，属于卡尔卡松区。

## 地理
佩诺捷（43°14'45"N, 2°19'6"E）面积17.78 平方千米，位于法国奧克西塔尼大區奥德省，该省份为法国南部沿海省份，北起塔恩省，西北接上加龙省，西接阿列日省，南至东比利牛斯省，东临地中海，东北与埃罗省接壤。
与佩诺捷接壤的市镇（或旧市镇、城区）包括：阿拉贡、卡尔卡松、珀藏斯、旺特纳克卡巴代斯、维勒加扬克、维勒穆斯托苏。

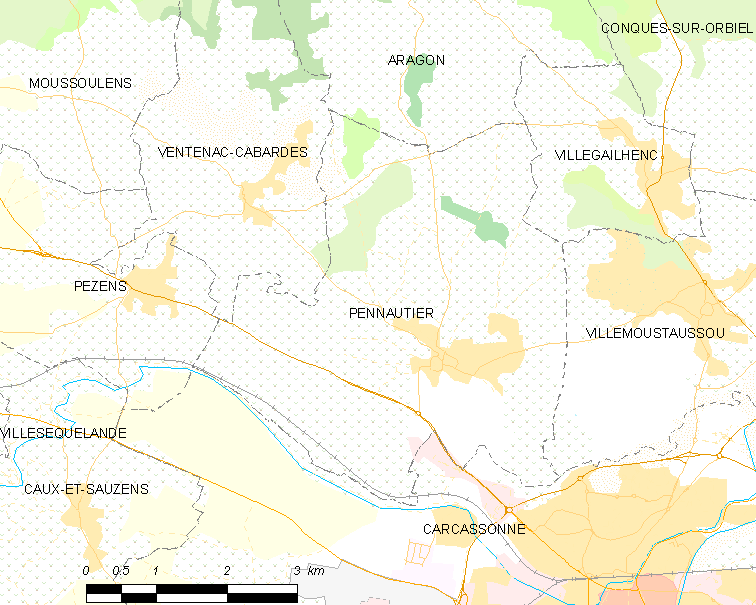
佩诺捷的OSM定位图

佩诺捷的时区为UTC+01:00、UTC+02:00（夏令时）。

## 行政
佩诺捷的邮政编码为11610，INSEE市镇编码为11279。

## 政治
佩诺捷所属的省级选区为奥尔比耶勒河谷县。

## 人口

1962-2008年间佩诺捷人口变化图示

佩诺捷于2022年1月1日时的人口数量为2875人。